# GP Ouest-France 2012
76. edycja wyścigu kolarskiego GP Ouest-France odbyła się w dniu 26 sierpnia 2012 roku i liczyła 243 km. Start i meta wyścigu znajdowała się w Plouay. Wyścig ten znajdował się w rankingu światowym UCI World Tour 2012.
Zwyciężył Norweg Edvald Boasson Hagen z grupy Procycling Sky, dla którego było to pierwsze zwycięstwo w tym wyścigu, jak również w cyklu UCI World Tour 2012. Drugi był Portugalczyk Rui Costa, a trzeci Australijczyk Heinrich Haussler.
Jedyny polski kolarz który wystartował w tym wyścigu - Michał Kwiatkowski z Omega Pharma-Quick Step nie dojechał do mety.

## Uczestnicy
Na starcie tego klasycznego wyścigu stanęły 23 ekipy, osiemnaście drużyn jeżdżących w UCI World Tour 2012 i pięć zespołów zaproszonych przez organizatorów z tzw. "dziką kartą".
| Numery  | Kod | Drużyna                 |
| ------- | --- | ----------------------- |
| 1-9     | LAM | Lampre-ISD              |
| 11-19   | OGE | Orica-GreenEDGE         |
| 21-29   | EUC | Team Europcar           |
| 31-39   | FDJ | FDJ-BigMat              |
| 41-49   | AST | Pro Team Astana         |
| 51-59   | ALM | Ag2r-La Mondiale        |
| 61-69   | MOV | Movistar Team           |
| 71-79   | OPQ | Omega Pharma-Quick Step |
| 81-89   | BMC | BMC Racing Team         |
| 91-99   | KAT | Team Katusha            |
| 101-109 | EUS | Euskaltel-Euskadi       |
| 111-119 | RAB | Rabobank Cycling Team   |

| Numery  | Kod | Drużyna                     |
| ------- | --- | --------------------------- |
| 121-129 | SKY | Sky Procycling              |
| 131-139 | RNT | RadioShack-Nissan           |
| 141-149 | LIQ | Liquigas-Cannondale         |
| 151-159 | LTB | Lotto-Belisol               |
| 161-169 | VCD | Vacansoleil-DCM             |
| 171-179 | GRS | Garmin-Sharp                |
| 181-189 | STB | Team Saxo Bank-Tinkoff Bank |
| 191-199 | BSC | Bretagne-Schuller           |
| 201-209 | COF | Cofidis                     |
| 201-209 | SAU | Saur-Sojasun                |
| 211-219 | ARG | Argos-Shimano               |

## Klasyfikacja generalna
| M-ce | Imię i nazwisko      | Kraj       | Drużyna           | Czas       |
| ---- | -------------------- | ---------- | ----------------- | ---------- |
| 1    | Edvald Boasson Hagen | Norwegia   | Procycling Sky    | 5h 55' 28" |
| 2    | Rui Costa            | Portugalia | Movistar Team     | + 5"       |
| 3    | Heinrich Haussler    | Australia  | Garmin-Sharp      | + 5"       |
| 4    | Matthew Goss         | Australia  | Orica-GreenEDGE   | + 5"       |
| 5    | Jürgen Roelandts     | Belgia     | Lotto-Belisol     | + 5"       |
| 6    | Marco Marcato        | Włochy     | Vacansoleil-DCM   | + 5"       |
| 7    | Giacomo Nizzolo      | Włochy     | Team Leopard-Trek | + 5"       |
| 8    | Borut Božič          | Słowenia   | Pro Team Astana   | + 5"       |
| 9    | Samuel Dumoulin      | Francja    | Cofidis           | + 5"       |
| 10   | Luca Paolini         | Włochy     | Team Katusha      | + 5"       |